# Илона Венгерская
Илона (Елена) Венгерская (венг. Ilona; ок. 1155 — 25 декабря 1199) — венгерская принцесса, в замужестве — герцогиня Австрии (1177—1194) и Штирии (1192—1194).

## Биография
Илона была дочерью короля Венгрии Гезы II и его жены Ефросиньи Мстиславны, дочери великого князя киевского Мстислава Великого и его второй жены Любавы Дмитриевны. Мало что известно о её жизни и личности. Известно, что она вышла замуж за герцога Австрии Леопольда V на пятидесятницу 1174 года. Брак отражал западную направленность венгерского дома Арпадов в связи с экспансионистской политикой византийского императора Мануила Комнина. Сестра Леопольда Агнесса уже вышла замуж за короля Венгрии Иштвана III, старшего брата Илоны, который умер в 1172 году.
У Илоны и Леопольда были дети; он умер 31 декабря 1194 года в результате падения с лошади. Илона умерла пять лет спустя в 1199 году и была похоронена рядом с мужем в аббатстве Хайлигенкройц.

## Дети
- (1174) Леопольд V, герцог Австрии (1157—1194). Дети:

- Фридрих I (ок. 1175—1198), герцог Австрии (с 1194)
- Леопольд VI (1177—1230), герцог Штирии (c 1194) и Австрии (c 1198)
- Агнесса (?)
- Берта (?)